# جاستن هال
جاستن هال (بالإنجليزية: Justin Hall)‏ هو صحفي أمريكي، ولد في 16 ديسمبر 1974 في شيكاغو في الولايات المتحدة.

## وصلات خارجية
- الموقع الرسمي